# Unione Sportiva Lucchese Libertas 1947-1948
Questa voce raccoglie le informazioni riguardanti il l'Unione Sportiva Lucchese Libertas nelle competizioni ufficiali della stagione 1947-1948.

## Rosa
| N. |                   | Ruolo | Calciatore           |
| -- | ----------------- | ----- | -------------------- |
|    | Italia (bandiera) | P     | Dante Piani          |
|    | Italia (bandiera) | P     | Duilio Zotti         |
|    | Italia (bandiera) | P     | Lorenzo Vellutini    |
|    | Italia (bandiera) | D     | Attilio Giovannini   |
|    | Italia (bandiera) | D     | Giovanni Clocchiatti |
|    | Italia (bandiera) | D     | Alberto Bertuccelli  |
|    | Italia (bandiera) | D     | Raffaele Cuscela     |
|    | Italia (bandiera) | C     | Gianmarco Mezzadri   |
|    | Italia (bandiera) | C     | Ruggero Salar        |
|    | Italia (bandiera) | C     | Aldo Giannotti       |
|    | Italia (bandiera) | C     | Lelio Catelli        |

| N. |                     | Ruolo | Calciatore          |
| -- | ------------------- | ----- | ------------------- |
|    | Italia (bandiera)   | C     | Marcello Bonaccorsi |
|    | Italia (bandiera)   | A     | Luigi Rosellini     |
|    | Italia (bandiera)   | A     | Ugo Conti           |
|    | Italia (bandiera)   | A     | Athos Miniati       |
|    | Italia (bandiera)   | A     | Danilo Michelini    |
|    | Italia (bandiera)   | A     | Emo Roffi           |
|    | Italia (bandiera)   | A     | Luciano Giusti      |
|    | Ungheria (bandiera) | A     | Gyula Tóth          |
|    | Italia (bandiera)   | A     | Elpidio Coppa       |
|    | Italia (bandiera)   | A     | Antonio Bacchetti   |
|    | Italia (bandiera)   | A     | Arturo Presselli    |

## Risultati

### Serie A

#### Girone di andata
| 14 settembre 1947 1ª giornata | Lucchese | 0 – 3 | Genoa |  |

| 21 settembre 1947 2ª giornata | Lucchese | 1 – 0 | Bologna |  |

| 28 settembre 1947 3ª giornata | Torino | 6 – 0 | Lucchese |  |

| 12 ottobre 1947 5ª giornata | Salernitana | 5 – 2 | Lucchese |  |

| 19 ottobre 1947 6ª giornata | Lucchese | 1 – 0 | Fiorentina |  |

| 26 ottobre 1947 7ª giornata | Inter | 6 – 0 | Lucchese |  |

| 2 novembre 1947 8ª giornata | Lucchese | 1 – 1 | Triestina |  |

| 16 novembre 1947 9ª giornata | Alessandria | 4 – 2 | Lucchese |  |

| 23 novembre 1947 10ª giornata | Lucchese | 1 – 0 | Bari |  |

| 30 novembre 1947 11ª giornata | Lucchese | 0 – 0 | Milan |  |

| 7 dicembre 1947 12ª giornata | Atalanta | 5 – 0 | Lucchese |  |

| 21 dicembre 1947 13ª giornata | Juventus | 1 – 1 | Lucchese |  |

| 28 dicembre 1947 14ª giornata | Lucchese | 2 – 0 | Pro Patria |  |

| 1 gennaio 1948 15ª giornata | Lazio | 1 – 0 | Lucchese |  |

| 4 gennaio 1948 16ª giornata | Lucchese | 2 – 1 | Sampdoria |  |

| 11 gennaio 1948 17ª giornata | Modena | 3 – 0 | Lucchese |  |

| 18 gennaio 1948 18ª giornata | Lucchese | 1 – 1 | Vicenza |  |

| 25 gennaio 1948 19ª giornata | Roma | 4 – 2 | Lucchese |  |

| 1 febbraio 1948 20ª giornata | Lucchese | 2 – 1 | Napoli |  |

| 8 febbraio 1948 21ª giornata | Livorno | 2 – 0 | Lucchese |  |

#### Girone di ritorno
| 22 febbraio 1948 22ª giornata | Genoa | 1 – 1 | Lucchese |  |

| 29 febbraio 1948 23ª giornata | Bologna | 2 – 2 | Lucchese |  |

| 7 marzo 1948 24ª giornata | Lucchese | 2 – 2 | Torino |  |

| 21 marzo 1948 26ª giornata | Lucchese | 1 – 0 | Salernitana |  |

| 28 marzo 1948 27ª giornata | Fiorentina | 2 – 0 | Lucchese |  |

| 8 aprile 1948 28ª giornata | Lucchese | 1 – 1 | Inter |  |

| 15 aprile 1948 29ª giornata | Triestina | 4 – 1 | Lucchese |  |

| 21 aprile 1948 30ª giornata | Lucchese | 2 – 1 | Alessandria |  |

| 2 maggio 1948 31ª giornata | Bari | 1 – 0 | Lucchese |  |

| 9 maggio 1948 32ª giornata | Milan | 1 – 2 | Lucchese |  |

| 23 maggio 1948 33ª giornata | Lucchese | 1 – 1 | Atalanta |  |

| 27 maggio 1948 34ª giornata | Lucchese | 2 – 2 | Juventus |  |

| 30 maggio 1948 35ª giornata | Pro Patria | 5 – 1 | Lucchese |  |

| 6 giugno 1948 36ª giornata | Lucchese | 2 – 1 | Lazio |  |

| 13 maggio 1948 37ª giornata | Sampdoria | 4 – 1 | Lucchese |  |

| 20 giugno 1948 38ª giornata | Lucchese | 2 – 0 | Modena |  |

| 27 giugno 1948 39ª giornata | Vicenza | 1 – 3 | Lucchese |  |

| 4 agosto 1948 40ª giornata | Lucchese | 2 – 2 | Roma |  |

| 8 agosto 1949 41ª giornata | Napoli | 5 – 0 | Lucchese |  |

| 12 agosto 1948 42ª giornata | Lucchese | 2 – 2 | Livorno |  |

## Statistiche

### Statistiche di squadra
| Competizione | Punti | In casa | In casa | In casa | In casa | In casa | In casa | In trasferta | In trasferta | In trasferta | In trasferta | In trasferta | In trasferta | Totale | Totale | Totale | Totale | Totale | Totale | DR  |
| Competizione | Punti | G       | V       | N       | P       | Gf      | Gs      | G            | V            | N            | P            | Gf           | Gs           | G      | V      | N      | P      | Gf     | Gs     | DR  |
| ------------ | ----- | ------- | ------- | ------- | ------- | ------- | ------- | ------------ | ------------ | ------------ | ------------ | ------------ | ------------ | ------ | ------ | ------ | ------ | ------ | ------ | --- |
| Serie A      | 36    | 20      | 10      | 9       | 1       | 28      | 19      | 20           | 2            | 3            | 15           | 18           | 63           | 40     | 12     | 12     | 16     | 46     | 82     | -36 |

### Statistiche dei giocatori
| Giocatore      | Serie A  | Serie A |
| Giocatore      | Presenze | Reti    |
| -------------- | -------- | ------- |
| A. Bacchetti   | 5        | 0       |
| A. Bertuccelli | 29       | 0       |
| M. Bonaccorsi  | 1        | 0       |
| L. Catelli     | 4        | 1       |
| G. Clocchiatti | 32       | 3       |
| U. Conti       | 34       | 19      |
| E. Coppa       | 6        | 1       |
| R. Cuscela     | 22       | 1       |
| A. Giannotti   | 7        | 0       |
| A. Giovannini  | 36       | 0       |
| L. Giusti      | 21       | 2       |
| G. Mezzadri    | 37       | 0       |
| D. Michelini   | 29       | 6       |
| A. Miniati     | 30       | 4       |
| D. Piani       | 21       | -38     |
| A. Presselli   | 3        | 1       |
| E. Roffi       | 23       | 2       |
| L. Rosellini   | 34       | 2       |
| R. Salar       | 29       | 0       |
| G. Toth        | 18       | 2       |
| L. Vellutini   | 9        | -23     |
| D. Zotti       | 10       | -21     |